# Eurukuttarus rotunda
Eurukuttarus rotunda är en fjärilsart som beskrevs av George Francis Hampson. Eurukuttarus rotunda ingår i släktet Eurukuttarus och familjen säckspinnare. Inga underarter finns listade i Catalogue of Life.